# قطع الملتحمة حول القرنية
قطع الملتحمة حول القرنية (بالإنجليزية: Peritomy أو Peritectomy)‏ هي إجراء يتم أثناء جراحة العيون، حيث يتم إزالة شريط من الملتحمة العين، عادة لتصحيح السبل، وفيه تتكون أوعية دموية في محيط القرنية.